# 北京环路文化
北京环路文化，是指北京与二环至六环诸环有关的环路文化。

## 名称来源
北京虽然有六环、“七环”之多，但是事实上却缺少一环，从二环开始算起，这是源于三环路的建设历史。三环路在建设过程中被分为东西南北四段，并且西段比东南北三段晚完工很长一段时间。在这期间，只能将已完工的三环东南北三段分别称为东环路、南环路与北环路，并统称三环。这个名字一直被保留到现在，并导致民间将此后在三环外侧建设的一条环形公路称为四环路，并将三环以内的一组能构成首尾相连环状的，亦是沿原北京城墙走向的道路群成为二环路，自此以后官方也承认了这种说法，并在后来采纳了五环路、六环路作为官方名称。
虽然因此北京缺少一环路，但是民间有各种对一环的范围的推想与假设。